# Astacilla longispina
Astacilla longispina is een pissebed uit de familie Arcturidae. De wetenschappelijke naam van de soort is voor het eerst geldig gepubliceerd in 1978 door Kensley.